# Latinale de statu scolarium
Latinale de statu scolarium (Po łacinie o stanie scholarów, inc. Cupientes discere debent hec mente tenere) – anonimowy średniowieczny mnemotechniczny utwór wierszowany w języku łacińskim. Stanowił regulamin postępowania dla uczniów (zbiór nakazów i zakazów).
Wiersz zbudowany jest z 24 leoninów (heksametrów daktylicznych). W swojej wymowie zabrania żakom: kradzieży, bójek, zajmowania się handlem na terenie szkoły, używania polszczyzny w rozmowach, poniżania kolegów, zakłócania ciszy nocnej, uczęszczania do karczmy. Nakazywano: nosić przy sobie rózgę i brać udział w chórze. Zachęcano uczniów do swobodnego zadawania pytań. Tekst tych zasad postępowania miał prawdopodobnie starszy rodowód niż XV wiek, przypuszcza się także, że nie powstał na terenie Polski (w polskiej adaptacji zastąpiono słowo np. germanisare lub bohemisare na polonisare we fragmencie dotyczącym zakazu posługiwania się polskim językiem). Najważniejszym jednak nakazem, wymienianym na początku tego wierszowanego regulaminu było posłuszeństwo wobec nauczycieli, a następnie stronienie od zabawy i lenistwa.
Tekst zapisano w 1508 roku w rękopisie na karcie 6 recto, która obecnie przechowywana jest w Bibliotece Polskiej Akademii Umiejętności w Krakowie (sygn. 1578). Jego odkrycie ogłosił w 1973 Henryk Kowalewicz w „Pamiętniku Literackim” (artykuł Średniowieczna poezja polskich żaków), a  przetłumaczył na język polski Zygmunt Kubiak.